# Готорн (Невада)
Готорн (англ. Hawthorne) — переписна місцевість (CDP) в США, в окрузі Першинґ штату Невада. Населення — 3118 осіб (2020).

## Географія
Готорн розташований за координатами 38°31′30″ пн. ш. 118°37′37″ зх. д. / 38.52500° пн. ш. 118.62694° зх. д. (38.524967, -118.627040).  За даними Бюро перепису населення США в 2010 році переписна місцевість мала площу 4,20 км², уся площа — суходіл.

## Демографія
Згідно з переписом 2010 року, у переписній місцевості мешкало 3269 осіб у 1539 домогосподарствах у складі 870 родин. Густота населення становила 778 осіб/км².  Було 1864 помешкання (444/км²).
Расовий склад населення:
| - 83,6 % — білих - 5,0 % — чорних або афроамериканців - 3,2 % — корінних американців - 1,5 % — азіатів - 0,2 % — вихідців з тихоокеанських островів - 2,7 % — осіб інших рас |

До двох чи більше рас належало 3,8 %. Частка іспаномовних становила 9,7 % від усіх жителів.
За віковим діапазоном населення розподілялося таким чином: 17,7 % — особи молодші 18 років, 59,8 % — особи у віці 18—64 років, 22,5 % — особи у віці 65 років та старші. Медіана віку мешканця становила 49,3 року. На 100 осіб жіночої статі у переписній місцевості припадало 96,5 чоловіків;  на 100 жінок у віці від 18 років та старших — 94,5 чоловіків також старших 18 років.
Середній дохід на одне домашнє господарство  становив 53 130 доларів США (медіана — 39 527), а середній дохід на одну сім'ю — 70 318 доларів (медіана — 63 403). Медіана доходів становила 54 405 доларів для чоловіків та 32 175 доларів для жінок. За межею бідності перебувало 16,7 % осіб, у тому числі 33,0 % дітей у віці до 18 років та 5,6 % осіб у віці 65 років та старших.
Цивільне працевлаштоване населення становило 1346 осіб. Основні галузі зайнятості: мистецтво, розваги та відпочинок — 23,3 %, освіта, охорона здоров'я та соціальна допомога — 18,8 %, публічна адміністрація — 15,7 %.